# 邱求慧
邱求慧，國立臺灣大學機械工程學博士，現任台灣經濟部產業發展署署長。

## 著作
2022年出版《一山一故事：科技人的歷史旅記》，2024年出版《一山一故事2：科技人的歷史旅記》。

## 榮譽
- 公務人員傑出貢獻獎（2024）[6]
- 中華民國科技管理學會院士[7]（2023）
- 成功大學機械系傑出系友（2023）[8]
- 財團法人孫運璿學術基金會傑出公務人員獎（2022）[9]
- 行政院模範公務員（2013）[10]

## 外部連結
- 經濟部產業技術司司長介紹